# Седам плус седам – Деци
Седам плус седам – Деци је трећи студијски албум групе Седморица младих, издат 1980. године, а објављен под издавачком лиценцом ПГП РТБ у Београду. Изашао је на винилу и компакт-диск издању, а на њему се налази дванаест песама.

## Списак песама
1. Уловио Тома сома 2:36
2. Куца и Јуца 1:56
3. Шешир 1:55
4. Другарство 2:32
5. Лако и тешко 1:59
6. Дете није играчка 2:37
7. Јачајте мишиће 2:26
8. Узми велики ексер 2:17
9. Звездане очи 1:59
10. Шумар Петар 2:14
11. Воз за Чачак 1:51
12. Сервис за прање зуба 2:33